# 무바리즈 만시모프
무바리즈 만시모브(Mübariz Mənsimov 뮈바리스 맨시모프, 1968년 3월 22일 ~ )는 아제르바이잔과 터키의 기업인이자 FK 하자르 렌케란의 구단주로, 2009년 《포브스》에서 재산이 11억 달러로 아제르바이잔과 터키 최고의 억만장자로 기록되었다.
1968년 노동자 가족의 아들로 태어나 바쿠에서 해군사관학교를 졸업하고 미디어 그룹 팔메일 그룹을 창업하였다. 팔메일 그룹은 각종 라디오와 텔레비전 사업에 진출했고, FK 하자르 렌케란의 구단주로도 성장하였다.